# Ophiomusium valdiviae
Ophiomusium valdiviae is een slangster uit de familie Ophiolepididae.
De wetenschappelijke naam van de soort werd in 1927 gepubliceerd door M. Hertz.